# Colibrí mango cuablau
El colibrí mango cuablau (Anthracothorax viridis) és una espècie d'ocell de la família dels troquílids (Trochilidae) endèmic de Puerto Rico.

## Descripció
- Petit colibrí, amb una llargària de 11-14 cm i un pes de 7 g
- Adult amb cap i part superior verd esmeralda. Cua arrodonida de color blau-negrós metàl·lic. Blau-verdós metàl·lic per sota.
- Bec bastant llarg i lleugerament corbat de color negre. Potes negres.
- La femella té una petita taca blanca darrere de l'ull.
- Immadur amb cap i part posterior marrons.[2]

## Hàbitat i distribució
Habita boscos però també plantacions de cafè a les muntanyes del centre i oest de Puerto Rico. Rara a nivell de la costa.